# Victor Guy Duperré
Victor Guy Duperré (20. února 1775 v La Rochelle – 2. listopadu 1846 v Paříži) byl francouzský admirál.

## Život
Narodil se ve staré bohaté rodině měšťanů La Rochelle. Jeho otec Jean-Augustin Duperre byl královským radou, matka Marie-Gabrielle roz. Prat-Desprez. Victor-Guy byl jedním z 22 dětí svých rodičů.
Roku 1792 vstoupil do válečného námořnictva jako poddůstojník a podílel se na četných válečných akcích (lodi: Le Maire-Guiton a Le Tortu). Roku 1796 byl zajat na palubě La Virgine Angličany a teprve 1799 vyměněn. První samostatné velení obdržel jako námořní poručík, když velel fregatě La Pelagie (1804). Pak provázel lodní transporty do francouzských kolonií a na pobřeží Bretaně, tehdy blokovaném Angličany. V době Napoleonových příprav na invazi do Velké Británie sloužil Duperre jako námořní poručík ve štábu. Roku 1806 velel lodi Le Veteran v hodnosti fregatního kapitána a doprovodil armádní výsadek na Martinique. Povýšen na námořního kapitána a stal se rytířem Čestné legie. Roku 1809 křižoval s fregatou Bellona Indickým oceánem a zajal kromě několika obchodních lodí i 4 britské korvety a jednu portugalskou fregatu. V dubnu 1810 vyplul se třemi loďmi opět do Indického oceánu, a poté co zajal dvě velké lodi Východoindické společnosti, po těžkém vítězném boji prolomil blokádu Ille de France (23. srpna 1810), ale kapitulaci ostrova již nemohl zabránit.
Po návratu do Francie byl povýšen do šlechtického stavu (baron), do hodnosti kontradmirála a jmenován vrchním velitelem francouzské flotily středomořské, od roku 1812 pak velitelem spojeného loďstva francouzského a italského v Jaderském moři. Během Sta dní bránil, jako námořní prefekt Toulon před anglo-sicilským výsadkem postupujícím od Marseille. Roku 1818 převzal velení nad francouzskými osadami v Antilách a roku 1823 byl velitelem námořního odřadu obsadivším Cádiz pak roku 1830 velel flotile podílející se na obsazení Alžíru. Roku 1830 byl jmenován pairem a admirálem a ještě v říjnu téhož roku přednostou Admirality. V letech 1834-1836 vedl ministerstvo námořnictví a úřad ministra opět zastával ve třetí vládě Soultově od 29. října 1840, ale pro nemoc se úřadu 6. února 1843 vzdal. Zemřel o 6 let později v Paříži.
Je pohřben v pařížské Invalidovně a jeho jméno je vyryto na Vítězném oblouku. Roku 1869 odhalilo město La Rochelle Duperreovu sochu.